# Andrea: La Venganza del Espíritu
Andrea es una película dominicana del 2005 dirigida por Rogert Bencosme, basada en hechos reales. Obtuvo el premio del Público en el New York International Independent Film and Video Festival en 2005.

## Argumento
Narra la historia de una niña, Andrea (Any Ferreiras), quien al asistir al entierro de su abuelo se encuentra con que le han robado la cruz a la tumba de su madre, por lo que remueve inocentemente una perteneciente a otro sepulcro, para ponérsela a la de su pariente. Este hecho desata un enorme conflicto, puesto que el espíritu cautivo de la tumba donde es removida la cruz se levanta a reclamar lo que le pertenece y a cobrar una vieja venganza (su muerte, un suicidio, fue a raíz del desamor de la abuela de Andrea).
Así la niña ve que su vida se convierte en una cadena de acontecimientos terribles para ella y su familia. Manuel (Hensy Pichardo), padre de Andrea, que no cree en Dios ni en nada, se encuentra con una realidad que no acepta. La pregunta que debe formularse es si el amor de su hija lo hará ir en contra de sus propios principios y creencias para salvarla.
Todos los personajes de la historia se ven envueltos en la tragedia, ya sea su abuela Flora, interpretada por Elvira Grullón, culpable de haberle roto el corazón al joven Anthony (Anthony Ferreiras), quien por ello se ahorca y que ahora decide cobrar lo que sufrió en vida, convertido en un espíritu maligno.

## Reparto
- Any Ferreiras como Andrea.
- Hensy Pichardo como Manuel (padre de Andrea).
- Elvira Grullón como Flora (abuela de Andrea).
- Anthony Ferreiras como Anthony (espíritu maligno que busca venganza).
- Berkis pineda como la bruja.
- Johanny Sosa como el Taxista.
- Daniel Enriques Cameo.

- Datos: Q16483261